# Biltong

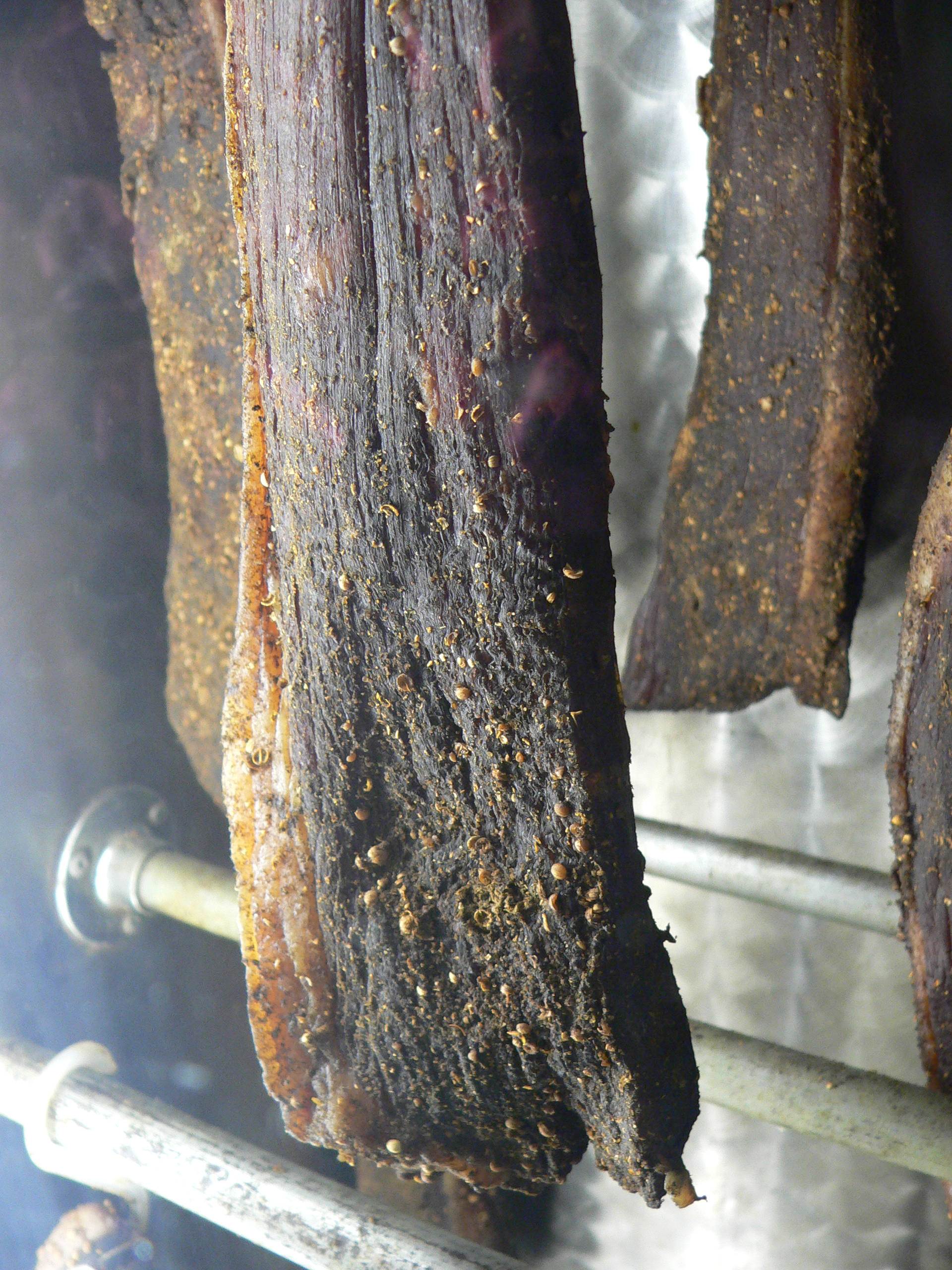
Thịt treo Biltong

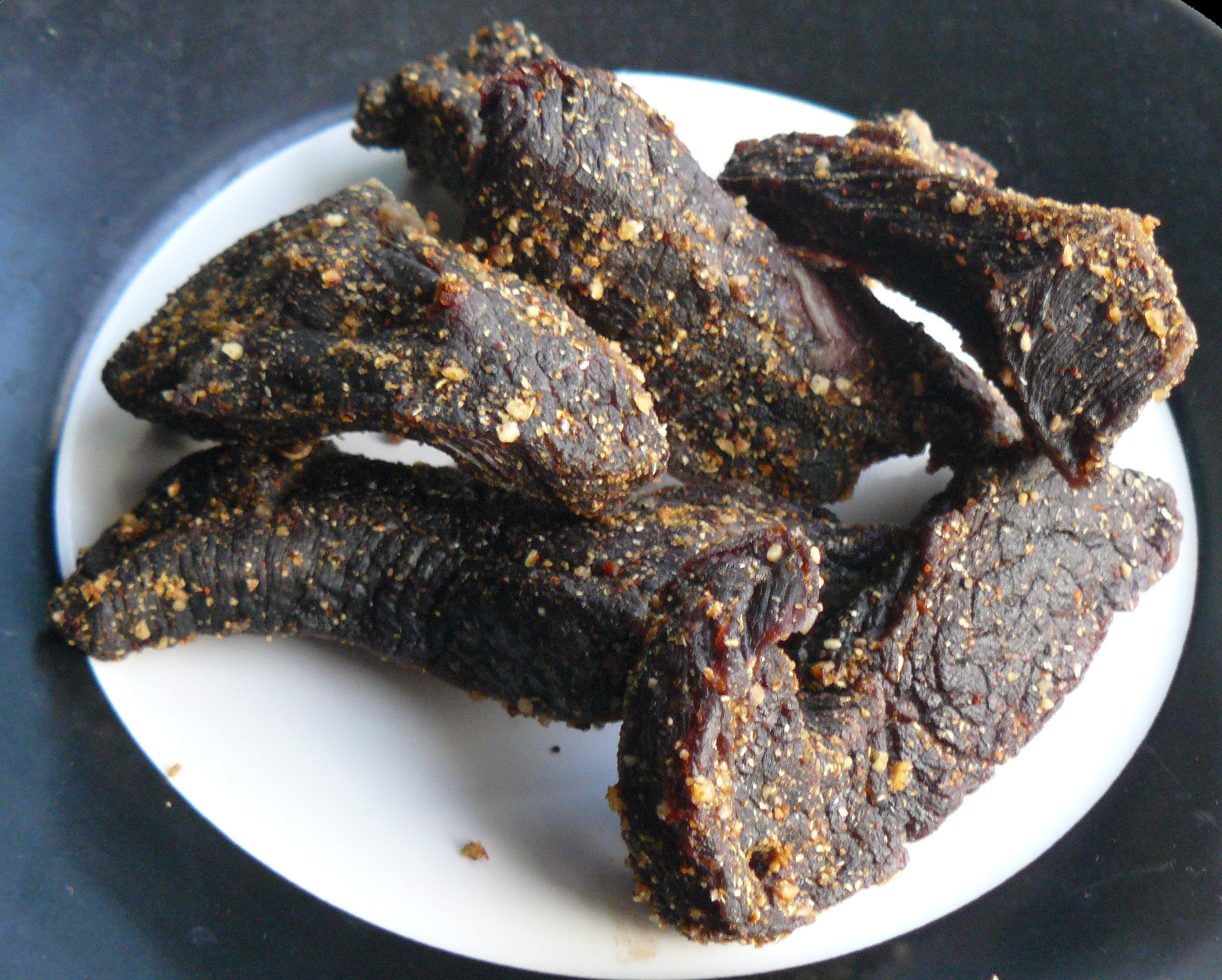
Thịt khô Biltong thành phẩm được phục vụ

Thịt khô Biltong là món ăn vặt phổ biến tại Nam Phi là một loại thực phẩm ăn nhẹ được làm từ các lát thịt đã qua xử lý và sấy khô. Về cơ bản thì đây là món thịt sấy khô dưới dạng thái lát hoặc xé sợi. Nó tương tự như đồ ăn vặt nhưng với các phương pháp sản xuất và hương vị khác nhau. Khác với thịt sấy (Jerky) thì thịt khô Biltong được làm từ miếng thịt lớn. Miếng thịt nạc được bao phủ thêm chút muối và gia vị trước khi sấy dưới ngọn lửa nhỏ để đạt đến độ chín và giữ nguyên hương vị thịt trong từng thớ thịt. Biltong là một món ăn nhẹ giàu protein ít carb được làm từ thịt khô, muối, giấm và gia vị, một số loại Biltong có thể chứa nhiều natri và chất béo, nếu ăn nhiều thịt chế biến sẵn có thể làm tăng nguy cơ mắc một số bệnh ung thư. Mặc dù biltong là một món ăn nhẹ bổ dưỡng, nhưng vẫn nên ăn một cách điều độ. Một số thành phần của nó có thể gây hại cho sức khỏe đặc biệt nếu tiêu thụ quá mức.

## Chế biến
Mặc dù biltong là một bổ sung tương đối mới trong bối cảnh ăn vặt toàn cầu, nó không phải là một sản phẩm mới. Trên thực tế, các cộng đồng châu Phi đã làm biltong như một phương tiện để bảo quản thịt trong hàng trăm năm. Các thành phần cơ bản trong Biltong truyền thống là: thịt, muối, giấm, tiêu đen, rau mùi. Trong lịch sử, thì các loại thịt bò, thịt đà điểu và các động vật hoang dã khác (thịt rừng) là những lựa chọn thịt phổ biến nhất, nhưng bất kỳ loại thịt nào khác cũng có thể được sử dụng, bao gồm thịt gà, cá và thịt lợn. Để làm nên món ăn này người địa phương thường sử dụng thịt các loại động vật có thể dễ dàng tìm thấy ở Nam Phi như nai, đà điểu, linh dương nhưng hai loại thịt được dùng làm nguyên liệu phổ biến nhất vẫn là thịt bò và thịt gà.
Ngày nay, để phục vụ cho mục đích du lịch thì công thức làm món Biltong đã được hiện đại hóa và đơn giản rất nhiều. Bước đầu tiên của giai đoạn chế biến món ăn này là chọn một miếng thịt thật tươi ngon. Thịt thăn và thịt đùi thường sẽ là phần được chọn để làm món Biltong vì đây là hai phần thịt chứa tỉ lệ mỡ thấp lại ít gân, giúp miếng thịt sau khi sấy khô có chất lượng cao và không bị dai. Sau đó, miếng thịt sẽ được thái thành những lát hoặc sợi nhỏ để chuẩn bị cho giai đoạn tẩm ướp. Giai đoạn ngâm thịt trong dấm mạch nha hoặc rượu táo giúp món Biltong lưu trữ được lâu hơn. Cuối cùng đem thịt đi tẩm ướp với hỗn hợp gia vị gồm muối, đường, hạt mùi tây và tiêu đen là có thể đem ra phơi khô.
Thường thì thịt sau khi tẩm ướp qua đêm sẽ được treo lên ở nơi thoáng gió và phơi trong thời gian từ 4-5 ngày. Nhưng hiện nay, nhiều nơi đã áp dụng phương pháp công nghiệp để đáp ứng nhu cầu của khách du lịch thì thịt sẽ được sấy trong lò để rút ngắn thời gian làm khô cũng như đảm bảo về nhiệt độ cũng như độ ẩm. Tuy nhiên, người dân địa phương vẫn khẳng định rằng, Biltong làm theo cách truyền thống vẫn sẽ cho ra hương vị thơm ngon nhất. Việc làm chín thịt bằng cách phơi khô thay vì chiên rán trong một chảo dầu ngập mỡ giúp cho món Biltong lưu giữ được hương vị cũng như chất dinh dưỡng vốn có trong món thịt. Đây là một món ăn vặt có lợi cho sức khỏe hơn nhiều so với các loại kẹo hoặc khoai chiên được bán đầy rẫy trên thị trường.
Hiện tại, phần lớn biltong thương mại được làm từ thịt bò. Sự nổi tiếng gia tăng của Biltong một phần là do thành phần dinh dưỡng thuận lợi hơn nhiều so với nhiều loại thực phẩm ăn nhẹ thông thường khác, chẳng hạn như khoai tây chiên, bánh quy và bánh quy giòn. Hàm lượng protein cao và ít carb của nó làm cho nó phù hợp với nhiều chế độ ăn kiêng. Biltong cũng là một nguồn đặc biệt giàu chất sắt. Mặc dù các chất dinh dưỡng chính xác phụ thuộc vào thương hiệu và thành phần cụ thể, nhưng thành phần dinh dưỡng của một khẩu phần 1 ounce (28 gram) thịt bò biltong. Thịt bò khô cũng là một nguồn cung cấp một số chất dinh dưỡng thiết yếu khác, bao gồm magnesi, kali và vitamin B. Mặc dù biltong và thịt bò khô có chung thành phần chính nhưng điều này không nhất thiết đúng đối với các loại thịt cụ thể của chúng.

## Phổ biến

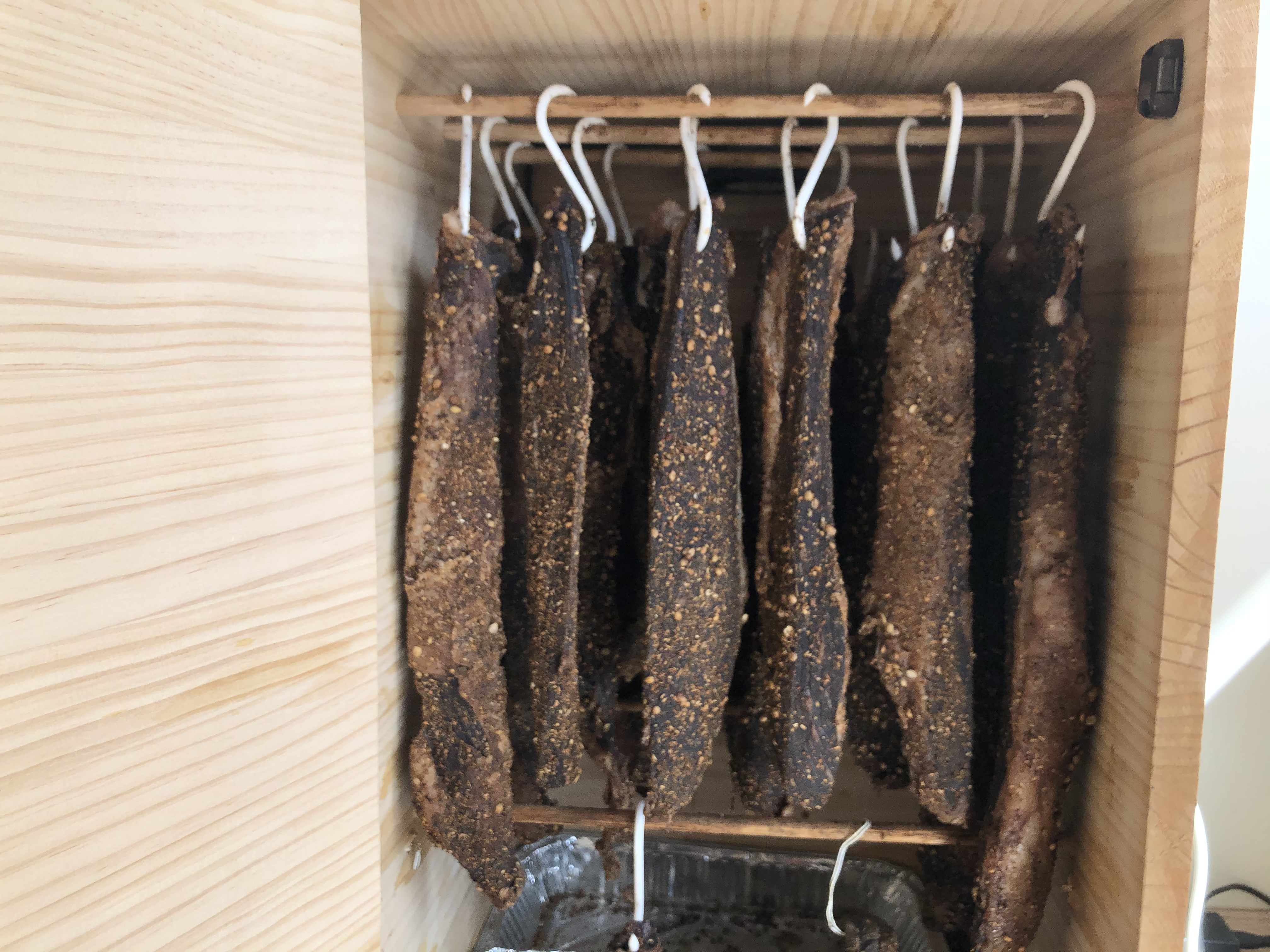
Cất trữ thịt khô Biltong

Biltong có nguồn gốc từ nơi đầu tiên như một phương pháp để bảo quản thịt. Bảo quản đã giúp mọi người đi du lịch xa với đồ ăn đem theo Những miếng này được rửa trong giấm và sau đó treo khô sau khi ướp các loại gia vị. Sau khi được sấy khô, biltong được thưởng thức như một món ăn nhẹ và được các thợ săn, người cắm trại và những người yêu thích thể thao. Khi sản xuất biltong phát triển, các biến tấu trong thành phần và hương vị ngày càng mở rộng. Các phần bổ trợ tiềm năng bao gồm sốt Worcestershire, đường nâu, bột tỏi, bột hành, ớt và các loại gia vị khác.
Vì sự phổ biến của món ăn này, du khách có thể dễ dàng mua và thưởng thức Biltong tại bất kỳ tiệm tạp hóa, siêu thị nào, hay thậm chí tại những nhà hàng cao cấp. Biltong là thịt khô và được chữa khỏi được coi là một món ngon ở Nam Phi. Nó có thể được chuẩn bị với thịt bò hoặc bất kỳ loại thịt từ thú săn nào khác. Nó được bán trong các cửa hàng tiện lợi, ở Nam Phi, bên cạnh các thanh kẹo và phổ biến. Nhiều người hay nhầm lẫn với biltong vì nó trông giống với thịt sấy khô. Tuy nhiên, mặc dù thực tế là cả hai đều là thịt khô, nhưng có sự khác biệt giữa chúng. Biltong là thịt thái lát và được xử lý đã được sấy khô để loại bỏ tất cả độ ẩm và được cho là ăn như một bữa ăn nhẹ.
Nó là một món ngon truyền thống của Nam Phi và được làm từ thịt bò hoặc bất kỳ loại thịt nào khác được treo trong nhiều ngày sau khi phủ nó bằng gia vị. Nó không được nấu chín, mà chỉ được sấy khô trong một tuần hoặc lâu hơn hoặc bằng cách giữ nó bên trong một hộp được gọi là hộp biltong. Thịt khô thì hầu như luôn được làm từ những miếng thịt rất nạc, trong khi biltong có thể được làm từ những miếng thịt nạc hoặc mỡ, tùy thuộc vào phong cách và khẩu vị. Hơn nữa, biltong thường được cắt thành các dải rộng, dày để dễ treo hơn, trong khi đó, thịt khô thường được cắt mỏng thành các miếng không đều phù hợp hơn để nấu ăn.
Theo truyền thống, biltong được làm với sự kết hợp đơn giản của muối, giấm và gia vị. Mặt khác, thịt khô thì lại không chứa giấm và có nhiều khả năng chứa các thành phần phụ như đường, nước tương và nước sốt Worcestershire. Mặc dù biltong thông thường không có thêm các thành phần kiểu gia vị như Worcestershire hoặc nước tương, nhưng một số phiên bản hiện đại, được chế biến sẵn trên thị trường thì có. Do các phương pháp sản xuất và thành phần khác nhau, Biltong và thịt khô jerky không có mùi vị giống nhau. Thịt khô Jerky có xu hướng có hương vị khói hơn biltong do cách nấu. Do đó, biltong đôi khi được mô tả là thịt có vị ngon và ít mùi khói hơn so với loại thịt sấy khô. Việc sử dụng giấm trong sản xuất biltong cũng làm tăng thêm hương vị có tính axit đặc biệt. Trong khi thịt khô có độ ẩm và kết cấu phù hợp hơn vì nó dựa trên các miếng thịt nạc, thì cá song có kết cấu đa dạng hơn vì có thể sử dụng nhiều cách cắt khác nhau. Một số loại có thể rất ẩm và béo, một số loại khác thì khô và vụn. 

## Nguy cơ

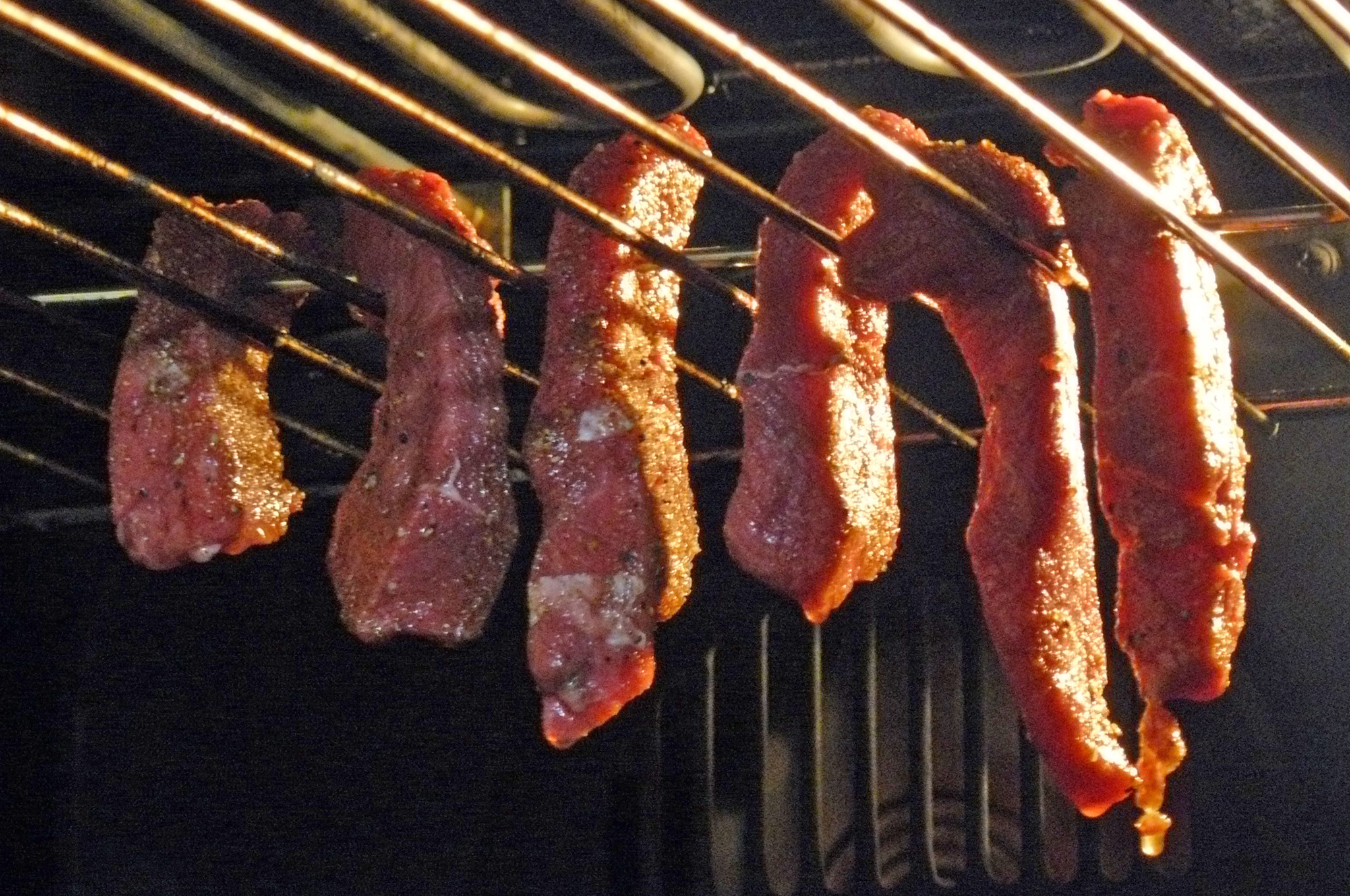
Chế biến Biltong

Việc tiêu thụ nhiều hơn các loại thịt đỏ đã qua chế biến và chữa bệnh như biltong có thể dẫn đến tăng nguy cơ mắc một số bệnh ung thư trong đường tiêu hóa vì thịt khô, đã qua xử lý thường bị nhiễm các chất độc hại được gọi là mycotoxin do nấm phát triển trên thịt tạo ra. Độc tố nấm mốc có thể gây ung thư ở người. Hơn nữa, nhiều quốc gia không kiểm tra chúng như một phần của tiêu chuẩn an toàn thực phẩm của họ nên tốt nhất là nên hạn chế ăn các loại thịt đã qua chế biến, đã qua xử lý ở mức tối thiểu.
Mặc dù thỉnh thoảng có thể ăn biltong như một món ăn nhẹ, nhưng phần lớn chế độ ăn uống của nên từ thực phẩm nguyên hạt, chế biến tối thiểu. Biltong có xu hướng rất cao natri, với một số loại đóng gói tới 20% lượng natri cho phép hàng ngày của mỗi ounce (28 gram), hấp thụ quá nhiều natri có thể ảnh hưởng tiêu cực đến sức khỏe tim mạch, huyết áp và nguy cơ đột quỵ. Do đó, hàm lượng muối của biltong có thể khiến nó không phù hợp với một số chế độ ăn uống nhất định, đặc biệt là những chế độ ăn kiêng hạn chế natri.
Vì biltong đôi khi được làm từ thịt có hàm lượng chất béo cao, một số loại nhất định có thể chứa nhiều calo hơn ở dạng chất béo bão hòa. Điều này có thể khiến nó trở thành một lựa chọn tồi cho một số chế độ ăn kiêng nhất định. Nghiên cứu cho thấy rằng việc thay thế chất béo bão hòa có nguồn gốc động vật, chẳng hạn như chất béo trong biltong, bằng chất béo không bão hòa từ các nguồn thực vật như quả hạch, hạt, quả bơ và ô liu, sẽ bảo vệ nhiều hơn chống lại bệnh tim. Mặc dù một lượng vừa phải chất béo bão hòa từ cây biltong không có khả năng gây hại, nhưng cũng nên đảm bảo rằng mình đang ăn nhiều chất béo thực vật có lợi cho tim mạch.